# 吳壽暘
吳壽暘（1771年—1835年），字虞臣，一字周官，号苏阁。浙江海宁人。
藏书家吴骞次子。吳壽照之弟。歲贡生。吴寿旸繼承其父藏书。三代收藏，前后历经百年之久。吴寿旸与父辈藏书家如陈鳣、鮑廷博、黄丕烈、叶志铣、吴翌凤等学者交往，抄录、校勘典籍。吴寿旸又将父吴骞生前所写题跋三百余篇编成《拜经楼藏书题践记》五卷，管庭芬向寿旸之子吴之淳訪求此書，再交由蔣光煦刊印於《別下齋叢書》中。